# Cannes Lions International Festival of Creativity
Cannes Lions International Festival of Creativity (wcześniej Cannes Lions International Advertising Festival) – międzynarodowy festiwal dla komunikacji kreatywnej, branży reklamowej oraz dziedzin pokrewnych. Siedmiodniowy festiwal, podczas którego ma miejsce rozdanie nagród – „Lwów”, odbywa się corocznie w Palais des Festivals w Cannes we Francji.